# AI washing
AI washing – zwodnicza taktyka marketingowa polegająca na promowaniu produktu lub usługi poprzez wyolbrzymianie roli integracji sztucznej inteligencji (AI). Przykładem mogą być dostawcy oprogramowania, którzy przemianowują rozwiązania wykorzystujące proste modele statystyczne na systemy sztucznej inteligencji. Budzi to obawy dotyczące przejrzystości, zaufania konsumentów do branży sztucznej inteligencji oraz zgodności z przepisami, co utrudnia legalny postęp w tej branży. Przewodniczący amerykańskiej Komisji Papierów Wartościowych i Giełd (SEC), Gary Gensler, porównał to do „greenwashingu”.

## Przykłady
Niektóre firmy próbują wykorzystać ten trend, wyolbrzymiając rolę sztucznej inteligencji w swoich ofertach. W marcu 2024 r. SEC nałożyła pierwsze kary cywilne na dwie firmy, Delphia Inc i Global Predictions Inc, za wprowadzające w błąd oświadczenia na temat stosowania przez nie sztucznej inteligencji.
W firmie Builder.ai 700 Hindusów udawało AI. Firmę wyceniono na 1,5 mld dolarów. Jednym z inwestorów był Microsoft, który uważał, że firma dysponuje wyjątkową technologią opartą na sztucznej inteligencji. Było to oszustwo skierowane do inwestorów, a nie użytkowników.

## Regulacje prawne
Nie ma kompleksowych przepisów, które wprost dotyczyłyby zjawiska AI washingu. Istnieją jednak regulacje, które poruszają szersze kwestie przejrzystości sztucznej inteligencji, etyki sztucznej inteligencji i odpowiedzialności za sztuczną inteligencję, co pośrednio wpływa na zjawisko AI washing. Na przykład, rozporządzenie o sztucznej inteligencji Unii Europejskiej ma na celu prawne zdefiniowanie sztucznej inteligencji i przestrzeganie wymogów przejrzystości. Może to w rezultacie powstrzymywać AI washing poprzez zobowiązanie firm do udowodnienia swoich twierdzeń o stosowaniu sztucznej inteligencji.